# The Erasure Show (The Nightbird Tour)
The Erasure Show (o también llamada The Nightbird Tour) es la undécima gira del dúo británico Erasure. La gira empezó en el año 2005 y además representa a su álbum  Nightbird.

## Banda
- Andy Bell (Cantante)
- Vince Clarke (Tecladista, guitarrista)
- Valerie Chalmers (Corista)
- Ann Marie Gilkes (Corista)

## Temas interpretados
1. «Mr. Gribber and His Amazing Cat»
2. «Rock-A-Bye Baby»
3. «Three Blind Mice»
4. «No Doubt»
5. «Hideaway»
6. «Victim of Love»
7. «Brother and Sister»
8. «Knocking on Your Door»
9. «The Circus»
10. «Breathe»
11. Phantom Bride
12. «Ship of Fools»
13. «Drama!»
14. «All This Time Still Falling Out of Love»
15. «Stop!»
16. «Rapture»
17. «Ave Maria»
18. «Breath of Life»
19. «A Little Respect»
20. «I Broke it All in Two»
21. «Chains of Love»
22. «Chorus»
23. «Love to Hate You»
24. «Blue Savannah»
25. «Always»
26. «Don't Say You Love Me»
27. «Solsbury Hill»
28. «Who Needs Love (Like That)»
29. «Oh L'Amour»
30. «I Bet You're Mad at Me»
31. «Sometimes»
32. «In My Arms»

## Concierto en CD y en DVD
En el mismo año (2005) se publicó discos en directo de la gira en tantas ediciones hasta la fecha del concierto en  Colonia que fue grabado en DVD con material extra, galería de fotos, entrevista, 'Making of Live in Cologne', tres canciones de la gira The Other Tour y videos musicales del álbum  Nightbird. Todo junto el DVD se llama The Erasure Show Live in Cologne.